# Доња Краварица
Доња Краварица је насеље у Србији у општини Лучани у Моравичком округу. Према попису из 2022. било је 279 становника.

## Демографија
У насељу Доња Краварица живи 369 пунолетних становника, а просечна старост становништва износи 44,7 година (42,8 код мушкараца и 46,5 код жена). У насељу има 154 домаћинства, а просечан број чланова по домаћинству је 2,98.
Ово насеље је великим делом насељено Србима (према попису из 2002. године), а у последња три пописа, примећен је пад у броју становника.
|  |

| Демографија | Демографија | Демографија |
| Година      | Становника  | Становника  |
| ----------- | ----------- | ----------- |
| 1948.       | 892         |             |
| 1953.       | 901         |             |
| 1961.       | 815         |             |
| 1971.       | 733         |             |
| 1981.       | 624         |             |
| 1991.       | 546         | 545         |
| 2002.       | 459         | 460         |
| 2011.       | 358         |             |

| Етнички састав према попису из 2002.‍ | Етнички састав према попису из 2002.‍ | Етнички састав према попису из 2002.‍ | Етнички састав према попису из 2002.‍ | Етнички састав према попису из 2002.‍ |
| ------------------------------------ | ------------------------------------ | ------------------------------------ | ------------------------------------ | ------------------------------------ |
|                                      |                                      |                                      |                                      |                                      |
| Срби                                 | Срби                                 |                                      | 456                                  | 99,34%                               |
| непознато                            | непознато                            |                                      | 2                                    | 0,43%                                |

| Година пописа     | 1948. | 1953. | 1961. | 1971. | 1981. | 1991. | 2002. |
| ----------------- | ----- | ----- | ----- | ----- | ----- | ----- | ----- |
| Број домаћинстава | 155   | 160   | 186   | 183   | 178   | 174   | 154   |

| Број чланова      | 1  | 2  | 3  | 4  | 5  | 6  | 7 | 8 | 9 | 10 и више | Просек |
| ----------------- | -- | -- | -- | -- | -- | -- | - | - | - | --------- | ------ |
| Број домаћинстава | 42 | 34 | 19 | 22 | 22 | 13 | 1 | 0 | 1 | 0         | 2,98   |

| Пол    | Укупно | Неожењен/Неудата | Ожењен/Удата | Удовац/Удовица | Разведен/Разведена | Непознато |
| ------ | ------ | ---------------- | ------------ | -------------- | ------------------ | --------- |
| Мушки  | 181    | 49               | 119          | 9              | 4                  | 0         |
| Женски | 205    | 19               | 122          | 60             | 2                  | 2         |
| УКУПНО | 386    | 68               | 241          | 69             | 6                  | 2         |

| Пол    | Укупно                    | Пољопривреда, лов и шумарство | Рибарство                            | Вађење руде и камена | Прерађивачка индустрија       |
| ------ | ------------------------- | ----------------------------- | ------------------------------------ | -------------------- | ----------------------------- |
| Мушки  | 122                       | 94                            | 0                                    | 0                    | 20                            |
| Женски | 62                        | 50                            | 0                                    | 0                    | 5                             |
| УКУПНО | 184                       | 144                           | 0                                    | 0                    | 25                            |
| Пол    | Производња и снабдевање   | Грађевинарство                | Трговина                             | Хотели и ресторани   | Саобраћај, складиштење и везе |
| Мушки  | 2                         | 0                             | 1                                    | 0                    | 2                             |
| Женски | 1                         | 0                             | 1                                    | 1                    | 0                             |
| УКУПНО | 3                         | 0                             | 2                                    | 1                    | 2                             |
| Пол    | Финансијско посредовање   | Некретнине                    | Државна управа и одбрана             | Образовање           | Здравствени и социјални рад   |
| Мушки  | 0                         | 2                             | 0                                    | 1                    | 0                             |
| Женски | 0                         | 0                             | 0                                    | 3                    | 0                             |
| УКУПНО | 0                         | 2                             | 0                                    | 4                    | 0                             |
| Пол    | Остале услужне активности | Приватна домаћинства          | Екстериторијалне организације и тела | Непознато            | Непознато                     |
| Мушки  | 0                         | 0                             | 0                                    | 0                    | 0                             |
| Женски | 0                         | 0                             | 0                                    | 1                    | 1                             |
| УКУПНО | 0                         | 0                             | 0                                    | 1                    | 1                             |